# 釈家奴
釈家奴(漢名：李顕忠) は古倫氏女真族。初代建州衛衛主・阿哈出の子で、二代目衛主。
この代で、代々居住した三姓地方 (現黒龍江省ハルピン市イラン県)から建州衛の設置された鳳州 (現吉林省通化市梅河口市山城鎮) に移徙したとされる。

## 年表
永楽8年 (1410) 旧暦8月、蒙古 (韃靼) 征討 (永楽帝親征に従軍) での戦功により都指揮僉事 (正三品) に昇格。併せて漢名「李顕忠」を下賜された。
永楽9年 (1411) 年旧暦9月、明朝が釈家奴からの推挙を受諾し、釈家奴の弟・猛哥不花を毛憐衛指揮使 (正三品) に任命。
永楽10年 (1412) 旧暦6月、建州衛に帰順した塔温不詳の民衆への食糧支援を明朝に奏請。粟が配給された。
永楽10年 (1412)、釈家奴らがそれぞれの一家を引率れて三姓地方 (現黒龍江省ハルピン市イラン県) から建州 (現吉林省) に移住したが、凶作で食糧が不足し、明朝に支援を要請。粟が配給された。
永楽11年 (1413) 旧暦10月、毛憐衛主・猛哥不花とともに入貢。
永楽14年 (1416) 旧暦正月、毛憐衛主・猛哥不花とともに入貢。
永楽15年 (1417) 旧暦12月、顔春 (現ロシア連邦ポシェト湾頭)地方の領袖・月児速哥が一族を率いて建州衛への帰属を希望したため、明朝側に奏請。明朝は允許した。
永楽16年 (1418) 旧暦2月、衛内の部下の功労に対する褒賞を奏請。明朝は功労のあった数人の官職を昇格させた。
永楽17年 (1419) 旧暦3月、明朝が釈家奴からの推挙を受諾して27人の官職を昇格させた。
永楽20年 (1422) ごろ、死去。

## 脚註
1. ↑  『明實錄』にみられるのは「釈家奴」と「釋迦奴」(正統7年2月13日の記事) の二通り。维基百科は「釋加奴」を挙げているが典拠不詳。普通話では「家」も「加」も同じ「jiā」の音。
2. ↑  稻葉岩吉は『清朝全史』上巻 (p.32) において「釋家奴シヤチヤヌ」とルビを振っている。普通話拼音では「shìjiānú」。時代が降ってイェヘ西城主・チンギヤヌは漢語で「逞家奴」などと表記されるが、その満洲語転写はcinggiyanu。「-家奴」という漢字表記を共有しながらその読みが異なるため、ここではあくまで参考程度の紹介に止める。
3. ↑  维基百科は概略で長子としながら、家族構成の章節においては猛哥不花の弟とし、矛盾している上に、どちらも典拠不詳。『明實錄』や『李朝實錄』などをみる限りでは特に兄弟の序列は触れられていない。
4. ↑  釈家奴の一族はもともと三姓地方の胡里改万戸府に住み、その後諸々の原因で南下した。
5. ↑  “永樂八年八月21日段10012”. 明太宗實錄. 107. 不詳
6. ↑  “永樂九年九月3日段10286”. 明太宗實錄. 119. 不詳
7. ↑  “永樂十年六月8日段10531”. 明太宗實錄. 129. 不詳
8. ↑  “永樂十年十一月28日段10646”. 明太宗實錄. 134. 不詳
9. ↑  “永樂十一年十月28日段10842”. 明太宗實錄. 144. 不詳
10. ↑  “永樂十四年正月20日段11385”. 明太宗實錄. 172. 不詳
11. ↑  河内良弘 1960, p. 100-102, (2) 毛憐衛 浪ト見看の鳳州移動
12. ↑  “永樂十五年十二月27日段11800”. 明太宗實錄. 195. 不詳
13. ↑  “永樂十六年二月29日段11840”. 明太宗實錄. 197. 不詳
14. ↑  “永樂十七年三月24日段12042”. 明太宗實錄. 210. 不詳
15. ↑  维基百科には西暦1422年前後に死去とあり、参照文献として『中国民族史人物辞典』を挙げているが、詳細不明。ただ、『明實錄』では宣徳元年 (1426) から釈家奴の子・李満住の名が現れ、且つ永楽22年 (1424) には李満住が建州衛を引き連れて婆諸江に移住しているため (李朝世宗實錄24巻)、少なくともこのころまでには死去していた可能性が高い。维基百科は宣徳元年 (1426) をもって李満住が衛主の地位を承継したとしているが、これも典拠なし。

## 参照

### 文献
- 楊士奇『太宗文皇帝實錄』1430 (漢文) ＊中央研究院歴史語言研究所版
- 茅瑞徵『東夷考略』1621 (天啓1) (漢文) ＊燕京図書館 (ハーバード大学) 所蔵版
- 楊賓『柳邊紀略』1707 (漢文)

### 研究書
- 白鳥庫吉 監修, 松井等, 箭内亙, 稻葉岩吉 撰『滿洲歷史地理』巻2, 南満洲鉄道株式会社, 1914
- 稻葉岩吉『清朝全史』上巻, 早稲田大学出版部, 1914
- 趙爾巽, 他100余名『清史稿』清史館, 1928 (漢文) ＊中華書局版

### 論文
- 河内良弘「建州女直の移動問題」『東洋史研究』第19巻第2号、東洋史研究会、1960年10月、212-281頁、CRID 1390009224833843200、doi:10.14989/148180、hdl:2433/148180、ISSN 0386-9059。

### Webサイト
- 「明實錄、朝鮮王朝実録、清實錄資料庫」中央研究院歴史語言研究所 (台湾)